# Boletus rubroflammeus
A Boletus rubroflammeus é uma espécie de fungo boleto da família Boletaceae. Descrito pela primeira vez em Michigan em 1971, ele é encontrado no leste dos Estados Unidos e no México, onde cresce em uma associação micorrízica com árvores de madeira de lei. Os basidiomas têm píleos de vermelho escuro a vermelho arroxeado e poros vermelho-escuros. O estipe tem reticulações grosseiras vermelho-escuras (cristas elevadas em forma de rede) e uma faixa amarela na parte superior. Todas as partes do cogumelo ficam rapidamente azuladas quando feridas ou cortadas. A Boletus flammans é uma espécie semelhante, mas de cor mais clara que cresce com coníferas. Outras espécies semelhantes podem ser distinguidas por diferenças na distribuição, morfologia, reação de coloração e características microscópicas. Os cogumelos Boletus rubroflammeus são venenosos e podem causar desconforto gastrointestinal se consumidos.

## Taxonomia
A espécie foi descrita pela primeira vez pelos micologistas americanos Alexander H. Smith e Harry D. Thiers em sua monografia de 1978 sobre os boletos de Michigan. A coleta do holótipo foi feita por Smith perto de Ann Arbor e está armazenada no herbário da Universidade de Michigan. O epíteto específico rubroflammeus deriva das palavras do latim ruber ("vermelho") e flammeus ("flamejante").

## Descrição

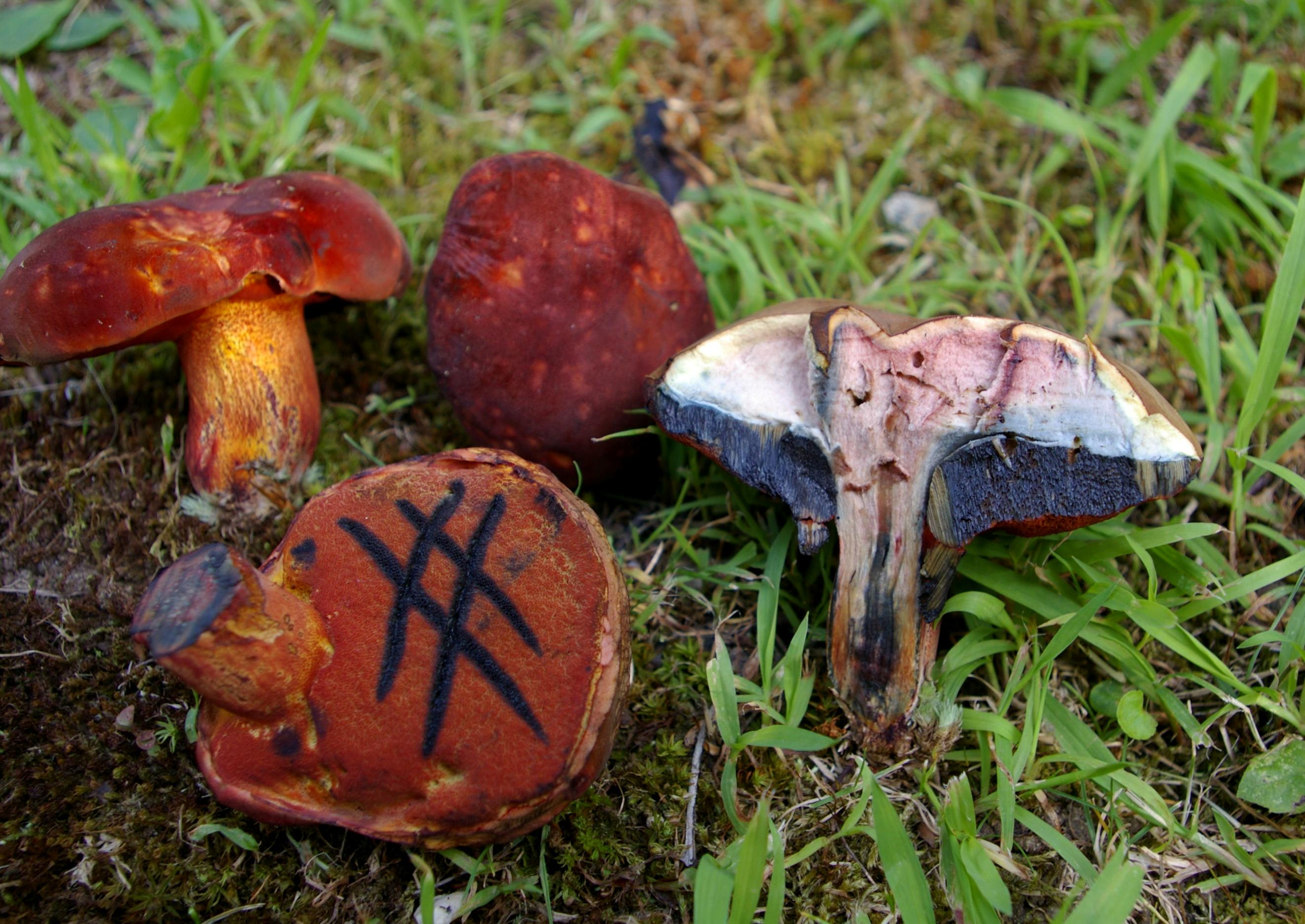
Todas as partes do cogumelo apresentam uma coloração azul-escura quando cortadas ou feridas.

O formato do píleo é convexo a amplamente convexo e atinge um diâmetro de 6 a 12 cm. A margem do píleo se estende um pouco além dos tubos. A superfície do píleo é seca e inicialmente parece fibrilosa (com fibrilas pressionadas contra a superfície) ou tem um tomento acinzentado emaranhado, mas depois os pelos se desprendem e o tomento emaranhado fica presente somente ao longo da margem do píleo. Na maturidade, o centro do píleo apresenta pequenas rachaduras. O píleo tem uma cor vermelho-púrpura profunda que permanece constante durante toda a vida dos basidiomas. A carne é espessa, macia e amarela; seu sabor é suave e não tem odor característico. Na parte inferior do píleo, a superfície portadora de esporos é composta por minúsculos tubos dispostos verticalmente com aberturas semelhantes a poros. Os tubos são amarelos, com 1 a 2 cm de profundidade, inicialmente adnatos (fundidos) ao estipe, mas depois se tornam livres de fixação (ou quase). Os poros individuais são redondos e pequenos (cerca de 2 por mm), enquanto a superfície geral dos poros é irregular ou com buracos. Sua cor é inicialmente vermelho escuro, mas desbota um pouco na maturidade; a superfície dos poros rapidamente se torna azul com lesões.
O estipe tem de 6 a 8 cm de comprimento e de 1 a 2 cm de espessura, é sólido (não oco) e tem largura igual em todo o comprimento ou apresenta forma de taco. Por dentro, é amarelado com estrias avermelhadas. A maior parte da superfície do estipe é coberta por reticulações grosseiras vermelhas escuras, embora perto do topo a cor seja amarela sob as reticulações. Todas as partes do cogumelo ficam rapidamente manchadas de azul quando cortadas ou feridas. O cogumelo é venenoso e se consumido pode causar desconforto gastrointestinal; os sintomas típicos incluem cólicas, náusea, inchaço, vômito e diarreia.
A esporada é marrom-oliva. Os esporos são lisos, mais ou menos oblongos a ligeiramente ventricosos (inchados) em vista de face; em vista de perfil são inequilaterais e têm dimensões de 10 a 14 por 4 a 5 μm. Os esporos têm uma depressão supra-hilar ampla e rasa (uma área deprimida no lado dorsal do esporo que já foi anexada ao esterigma). Eles são hialinos amarelados (translúcidos) no reagente de Melzer e amarelo-alaranjados quando montados em uma solução de hidróxido de potássio (KOH). Os basídios (células portadoras de esporos) são em forma de taco com um pedicelo longo (talo), possuem quatro esporos e medem 30 a 40 por 8 a 9 μm. Os pleurocistídios (cistídios nas faces do tubo) são raros ou dispersos, medem 28 a 37 por 9 a 15 μm, são fusóides (um pouco fusiformes) a ventricosos e têm uma ponta um pouco afilada. Os queilocistídios (cistídios nas bordas dos tubos) são abundantes, com 18 a 35 por 5 a 9 μm, e têm formato semelhante ao dos pleurocistidídios. Quando montados em KOH, os queilocistídios têm uma cor amarelo-alaranjada suja e paredes finas e lisas. O tecido dos tubos é bilateral, o que significa que eles têm um filamento central de hifas aproximadamente paralelas das quais outras hifas divergem. O filamento central é composto por hifas entrelaçadas que são flocosas e amarelo-alaranjadas em KOH; as hifas divergentes continuam para dentro do himênio para formar um sub-himênio que contém hifas lisas medindo de 4 a 6 μm de largura. O píleo tem uma cutícula (pileipellis) que consiste em hifas pressionadas e firmemente entrelaçadas que geralmente têm de 3 a 5 μm de largura. As hifas na zona epicuticular (uma camada cerosa na superfície da cutícula) geralmente têm incrustações granulares finas que podem ser vistas em KOH ou no reagente de Melzer. As fíbulas estão ausentes nas hifas.

### Espécies semelhantes
As características de campo usadas para diferenciar a Boletus rubroflammeus de boletos semelhantes incluem o píleo vermelho-púrpura profundo e o estipe reticulado. A B. flammans tem aparência semelhante, mas tem uma cor de píleo mais variável, que vai do vermelho-escuro ao vermelho-tijolo ou marrom-avermelhado, uma base de estipe amarela e um estipe com reticulações menos proeminentes, e cresce sob coníferas. A Rubroboletus rhodosanguineus também é semelhante, mas tem uma cor de píleo mais variável, com tons de marrom a oliva, e sua carne cortada tem um odor de fruta madura passada que se intensifica quando seca. A espécie europeia R. rhodoxanthus [en] tem uma cor geral mais pálida. Outra espécie europeia, a B. permagnificus, tem esporos maiores (13 a 16 por 5 a 6,5 μm), poros decorrentes e só se associa a carvalho.
Além de sua localização geográfica, a espécie colombiana B. pyrrhosceles pode ser diferenciada da B. rubroflammeus por seu píleo marrom-avermelhado (que se torna laranja-amarronzado na maturidade), um estipe vermelho-amarronzado a vermelho escuro que é reticulado apenas na parte superior e tubos mais rasos - com até 5 mm. A B. rhodocarpus, conhecida apenas do Japão onde cresce em florestas decíduas, se difere principalmente por ter escamas marrons no píleo.

## Habitat e distribuição
A Boletus rubroflammeus é uma espécie micorrízica e seus cogumelos crescem dispersos ou em grupos no solo sob árvores de madeira de lei. O fungo frutifica nos meses de verão e outono e tende a aparecer após o clima quente e chuvas fortes. Conhecido apenas na América do Norte, sua área de distribuição se estende da Nova Inglaterra até o Tennessee ao sul e a oeste até Michigan. Também foi registrado no México.